# Into Another
Into Another är låt och en singel av den amerikanska heavy metal-gruppen Skid Row.
Låten kommer från albumet Subhuman Race, utgivet 1995. Den skrevs av basisten Rachel Bolan och gitarristen Dave "The Snake" Sabo och är den sista singeln bandet släppte med Sebastian Bach som sångare. En remix av låten finns med på samlingsalbumet 40 Seasons: The Best of Skid Row. Den nådde plats 28 på Mainstream Rock Tracks.

## Låtlista
1. Into Another (Bolan, Snake) - 4:03
2. My Enemy (Affuso, Bolan, Hill) - 3:38
3. Firesign (demo) (Bach, Bolan, Hill, Sabo) - 4:12

## Banduppsättning
- Sebastian Bach - sång
- Dave "The Snake" Sabo - gitarr
- Scotti Hill - gitarr
- Rachel Bolan - bas
- Rob Affuso - trummor